# أنطونيوس أسيماكوبولوس
أنطونيوس أسيماكوبولوس (باليونانية: Αντώνης Ασημακόπουλος)‏ مواليد 24 يوليو 1976 في أثينا، هو لاعب كرة سلة يوناني. بدأ مسيرته الاحترافية في سنة 2000. يحمل الرقم 10. يبلغ طوله 6 قدم 8.5 بوصة (2.0 م).

## المسيرة الاحترافية
لعب مع نادي أريس لكرة السلة من سنة 2004 إلى 2006، ثم لعب مع نادي أوليمبياس باتراس لكرة السلة في موسم 2006–2007، ثم لعب مع نادي أريس لكرة السلة من سنة 2012 إلى 2014.

## روابط خارجية
- أنطونيوس أسيماكوبولوس على موقع DraftExpress.com (الإنجليزية)
- أنطونيوس أسيماكوبولوس على موقع ريلجم (الإنجليزية)
- أنطونيوس أسيماكوبولوس على موقع بروبوليرز (الإنجليزية)